# Galileo Galilei
Galileo Galilei [galiléo galilêj] (latinsko Galileo Galilei), italijanski fizik, matematik, astronom in filozof, * 15. februar 1564, Pisa, Italija, † 8. januar 1642, Arcetri pri Firencah, Italija.
Njegova astronomska opazovanja so imela ključno vlogo pri uveljavitvi heliocentričnega modela Osončja. Zaradi teh in drugih del velja za pionirja uporabe sodobne znanstvene metode in eno najpomembnejših osebnosti znanstvene revolucije 17. stoletja.

## Življenje in delo
Njegov oče je bil italijanski skladatelj Vincenzo Galilei.
Po končanih medicinskih študijih se je Galileo posvetil raziskovanju geometrije in Arhimedovih del in postal eden od največjih fizikov in astronomov. Bil je prvi po Arhimedu, ki je proučeval naravne pojave s poskusi.
Znan je postal leta 1586, ko je objavil podrobnosti o svojem izumu, hidrostatični tehtnici. Podal je zakone prostega pada, nihala in meta. Ovrgel je Aristotelovo prepričanje, ki je bilo še tedaj v veljavi, da različno težka telesa padajo z različnimi hitrostmi. Proučeval je gibanje teles in ugotovil Galilejev zakon ali zakon o vztrajnosti, po katerem telo miruje ali se giblje premo enakomerno po premici s stalno hitrostjo, če nanj ne deluje nobena zunanja sila, kar pravi tudi 1. Newtonov zakon, ki ga je Newton povzel po Descartesu. Descartes ga je postavil zelo splošno, češ da ima vsaka sprememba svoj vzrok. Galilei pri tem ni imel zaslug. Ugotovili so, da je Newton sicer prebral angleški prevod Galilejevega Pogovora, nič pa ne kaže, da bi poznal Govore. Nekateri menijo, da je zakon nepotreben, ker sledi iz 2. Newtonovega zakona.
Leta 1592 je postal profesor matematike na Univerzi v Padovi, kjer je tudi dosegel večino pomembnih odkritij. Leta 1604 je dokazal, da se hitrost prosto padajočih teles enakomerno veča s časom ter pojasnil in matematično opisal gibanje izstrelkov po paraboli. Podal je Galilejevo transformacijo, ki prevede opis kakega pojava v danem inercialnem ali nepospešenem opazovalnem sistemu v opis tega pojava v drugem nepospešenem opazovalnem sistemu, gibajočem se glede na prvega.
Leta 1609 je prikazal izum daljnogleda na vrhu zvonika sv. Marka v Benetkah. Sestavil je svoj Galilejev ali nizozemski daljnogled in ga kot prvi uporabil za astronomska opazovanja. Daljnogled ima za objektiv zbiralno lečo in za okular razpršilno lečo s kratko goriščno razdaljo. Daje pokončno sliko. Daljnogled je razmeroma kratek in vidno polje je majhno. Uporabljajo ga le še kot operno kukalo. Daljnogled je leta 1608 verjetno iznašel Lippershey na Nizozemskem. Morda so v Španiji poznali daljnogled že nekaj deset let prej, a so ga zaradi izrednega pomena za plovbo ohranili v tajnosti. Z daljnogledom je Galilei odkril, da Rimska cesta razpade v ogromno število zvezd slabega sijaja in tako ovrgel številne legende o njenem nastanku, saj o njeni naravi do njega niso vedeli ničesar. V razsuti kopici Jasli (Prezepe (Praesepe)), M44 je s svojim daljnogledom naštel 36 zvezd. Lunino površino je opazoval kot izbrazdano z dolinami in bregovi. 
Leta 1610 je narisal še popolnejše karte Lunine površine od prvih, ki jih je leto poprej narisal Harriot. Galilei je podrobno opisal številne Lunine kraterje, planine in »morja«. Pozimi leta 1609 na 1610 je odkril 4 najsvetlejše Jupitrove lune, Io, Evropo, Ganimed in Kalisto, po njem imenovane Galilejeve satelite. Približno istočasno jih je opazil tudi Marij. Gibanje Jupitrovih satelitov je prepričalo Galileja, da ne krožijo vsa nebesna telesa okrog Zemlje, kot je bilo tedaj splošno veljavno mnenje. Odkril je Venerine mene in Sončeve pege. Napravil je znamenite prve skice Saturna, vendar njegov daljnogled ni imel dovolj moči in povečave, da bi sistem kolobarjev videl v pravi podobi. Verjel je, da je Saturn trojni planet, po dveh letih opazovanja pa kolobarja ni več opazil, ker je k Zemlji obrnil svoj rob. Svoja prva astronomska odkritja je objavil v delu Zvezdni glasnik (sel) (Sidereus nuncius) (1610). Na osnovi svojih opazovanj je Galilei predvideval, da je v središču gibanja Sonce, Zemlja pa kroži okrog njega kot vsi drugi planeti.
Ker je podpiral Kopernikov sistem, ki je edini pravilen in resničen, je prišel v spor s cerkvenim naukom in mu je leta 1616 inkvizicija prepovedala učenje, da se Zemlja vrti okoli Sonca in da je Sonce središče sveta. Leta 1632 (1638) je v svojem delu Dvogovor o dveh glavnih svetovnih sestavih, Ptolemejevem in Kopernikovem (Dialogo Sopra I Due Massimi Sistemi Del Mondo, Tolemaico E Copernicano...) izdal svoj heliocentrični sistem, kar je bilo obsojeno kot heretično. Leta 1633 je bil v Rimu proces proti Galileju, ki je bil takrat v sedemdesetem letu življenja. Njegov nauk je bil spoznan za heretičnega tako neposredno (ker je nasprotoval uradni kozmologiji), kot tudi načelno (ker je podpiral tezo, ki nasprotuje Bibliji).
Galilei se je moral javno odreči svojim nazorom in preživeti zadnja leta življenja v hišnem zaporu, kjer je izkoristil čas in napisal eno svojih najvplivnejših del, Razprave o dveh novih znanostih. V njej je povzel svoja odkritja o kinematiki in trdnosti, ki jih je prej zaradi astronomskih odkritij postavil na stranski tir. Prepoved inkvizicije je veljala tudi za naprej, zato je rokopis pretihotapil v tujino in ga izdal na Nizozemskem.
Od leta 1757 so njegova dela spet dovoljena.